# Гондэр
Го́ндэр (амх. ጎንደር) — город в Эфиопии, в регионе Амхара. Является центром исторической провинции Бэгемдыр-и-Сымен.

## География
Расположен в 30 км к северу от озера Тана, на высоте 2132 м над уровнем моря. В хорошую погоду башни Гондэра видны с берегов озера.

## Климат
| Показатель                    | Янв. | Фев. | Март | Апр. | Май  | Июнь  | Июль  | Авг.  | Сен.  | Окт. | Нояб. | Дек. | Год    |
| ----------------------------- | ---- | ---- | ---- | ---- | ---- | ----- | ----- | ----- | ----- | ---- | ----- | ---- | ------ |
| Средний суточный максимум, °C | 27,1 | 28,3 | 29,4 | 29,4 | 28,2 | 25,3  | 22,6  | 22,5  | 24,5  | 25,8 | 26,1  | 26,4 | 26,3   |
| Средняя температура, °C       | 18,8 | 20,1 | 21,7 | 21,8 | 21,2 | 19,2  | 17,6  | 17,5  | 18,3  | 18,7 | 18,6  | 18,3 | 19,3   |
| Средний суточный минимум, °C  | 10,5 | 11,9 | 13,9 | 14,3 | 14,2 | 13,1  | 12,7  | 12,4  | 12,1  | 11,6 | 11,0  | 10,2 | 12,3   |
| Норма осадков, мм             | 5,1  | 4,2  | 20,2 | 35,8 | 86,6 | 149,5 | 321,0 | 294,7 | 125,0 | 58,3 | 24,5  | 10,2 | 1135,1 |
| Источник: ,                   |      |      |      |      |      |       |       |       |       |      |       |      |        |

## История
Гондэр основал негус Фасилидас около 1635 года. Фасилидас воздвиг здесь семь церквей — в том числе Фит-Микаэль и Фит-Або. С его подачи Гондэр в 1638 г. стал столицей Эфиопии — и пребывал таковой вплоть до 1855 года. В городе сохранилась крепость Фасил-Гебби, построенная при участии португальских инженеров и архитекторов, высокая городская стена с двенадцатью башнями, свыше сорока христианских церквей, средневековые синагоги, а также бани Фасилидаса и Кусквам.
23 января 1888 года Гондэр был взят, разграблен и разорён суданскими «дервишами» лже-халифа Абдаллаха ибн-Мухаммада. Все церкви были сожжены.
В 1905 году постоянное население разрушенного города составляло менее тысячи человек.
В ходе итальянского вторжения в Эфиопию город захватили итальянские войска и он был включён в состав колонии Итальянская Восточная Африка. В мае 1941 года в районе города начались затяжные бои между итальянскими и англо-эфиопскими войсками, которые завершились капитуляцией группировки итальянских войск 30 ноября 1941 года.
В 1968 году город был административным и торговым центром сельскохозяйственного района с населением 31 тыс. человек, здесь действовал медицинский колледж.
В 1979 году Фасил-Гебби и вся область Гондэра были включены в список Всемирного наследия ЮНЕСКО, после этого были проведены значительные реставрационные работы по восстановлению бывшей резиденции императоров, старинных церквей и ряда других исторических зданий. В начале 1980-х годов численность населения города составляла около 70 тыс. человек, он являлся административно-экономическим центром крупного сельскохозяйственного района. В это время здесь действовали несколько промышленных предприятий (по обработке кож, шерсти и хлопка) и медицинский колледж.

## Транспорт
В 18 км южнее города Гондэр находится аэропорт (имеет одну взлётно-посадочную полосу).

## Население
По данным Центрального статистического агентства Эфиопии на 2007 год население города составляет 207 044 человека, из них 98 120 мужчин и 108 924 женщины. 84,2 % населения составляют приверженцы эфиопской православной церкви; 11,8 % — мусульмане и 1,1 % — протестанты.
По данным прошлой переписи 1994 года население города насчитывало 112 249 человек, из них 51 366 мужчин и 60 883 женщины. Основные этнические группы: амхара (88,91 %), тиграи (6,74 %) и кемант (2,37 %), все остальные этнические группы составляли 1,98 % населения. 94,57 % населения считали родным языком амхарский; 4,67 % — тигринья и 0,76 % — другие языки. 83,31 % населения были приверженцами эфиопской православной церкви; 15,83 % — мусульмане.

## Образование
- Университет

## Города-побратимы
- Корваллис ( США)
- Ришон-ле-Цион, ( Израиль)